# Pantoporia dindinga
Pantoporia dindinga är en fjärilsart som beskrevs av Butler 1879. Pantoporia dindinga ingår i släktet Pantoporia och familjen praktfjärilar. Inga underarter finns listade i Catalogue of Life.